# Jean Kunlin
Jean Kunlin, né le 10 juillet 1904 à Schiltigheim (Bas-Rhin) et mort le 11 septembre 1991 à Boulogne-Billancourt, est un chirurgien français.
Il réalise le premier pontage vasculaire en 1948.

## Biographie

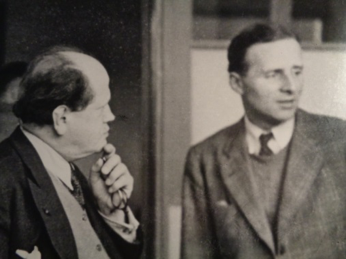
René Leriche et Jean Kunlin à Strasbourg.

Jean Kunlin fait ses études de médecine à Strasbourg où il devient l'interne puis le chef de clinique de René Leriche qui dirigeait la clinique chirurgicale A des Hôpitaux de Strasbourg. C’est à lui qu’il doit sa formation chirurgicale et il conservera une profonde admiration pour ce maître et un attachement sans faille. Le rayonnement international de Leriche attirait à Strasbourg de nombreux jeunes chirurgiens et Jean Kunlin se lie d'amitié avec plusieurs d'entre eux notamment João Cid dos Santos et Michael De Bakey (qui deviendront des maîtres dans leurs pays).
C’est dans le Laboratoire de chirurgie expérimentale des Hôpitaux de Strasbourg qu’il entame sa longue carrière de chercheur. Sa thèse de doctorat est d'ailleurs consacrée à un premier travail expérimental.
En 1938, il est nommé chirurgien-chef de l’Hôtel Dieu de Mont-Saint-Martin (Meurthe-et-Moselle). La guerre met fin prématurément à cette activité. Après la débâcle et l'armistice de 1940, il tente de remettre en marche son service qui a été pillé par les Allemands.
Puis René Leriche, qui a entretemps succédé à Charles Nicolle à la chaire de médecine expérimentale du Collège de France, lui propose en 1942 d'être son assistant.
Il s'installe donc à Paris, où il restera le fidèle collaborateur de Leriche jusqu'à la retraite de ce dernier. Parallèlement à sa pratique chirurgicale, il reprend ses recherches expérimentales qu’il  poursuivra sans relâche toute sa vie : d'abord dans le laboratoire du Collège de France, puis dans le laboratoire de physiologie du Val de Grâce, enfin à l'hôpital Foch de Suresnes.
Très tôt, la pathologie cardio-vasculaire devient son centre d'intérêt. À cette époque, le traitement chirurgical des cardiopathies — notamment congénitales — se heurtait à un obstacle apparemment insurmontable : la nécessité d'accéder aux cavités cardiaques pour y pratiquer une chirurgie « à cœur ouvert ». Ce défi suscitait de nombreuses recherches et, dans cette perspective, Jean Kunlin conçoit un cœur-poumon artificiel grâce auquel il réussit, sous circulation extra-corporelle, à ouvrir et explorer les cavités cardiaques du chien.

### Le premier pontage

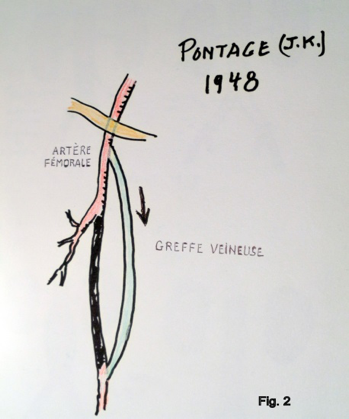
Croquis n°1 réalisé par Jean Kunlin.

Mais sa contribution essentielle qui allait transformer profondément le traitement des maladies artérielles fut le premier pontage veineux, réalisé le 3 juin 1948 à l'hôpital américain de Paris.
Un homme de 54 ans souffrait d'une obstruction de l'artère fémorale qui entraînait des douleurs intenses et une gangrène du pied. Il avait épuisé toutes les ressources thérapeutiques, notamment les interventions sur le système nerveux sympathique (sympathectomie lombaire et artériectomie fémorale) — seule chirurgie disponible à l'époque. La seule solution restait l'amputation de cuisse : le patient, soigneusement informé, accepta que Jean Kunlin tente sur lui une opération inédite. Le segment d'artère bouché fut court-circuité par une veine longue de 26 cm prélevée sur la cuisse-même du patient et branchée : en amont sur l'artère fémorale à la racine de cuisse, en aval sur l'artère poplitée au niveau du genou (croquis n°1 réalisé par Jean Kunlin).

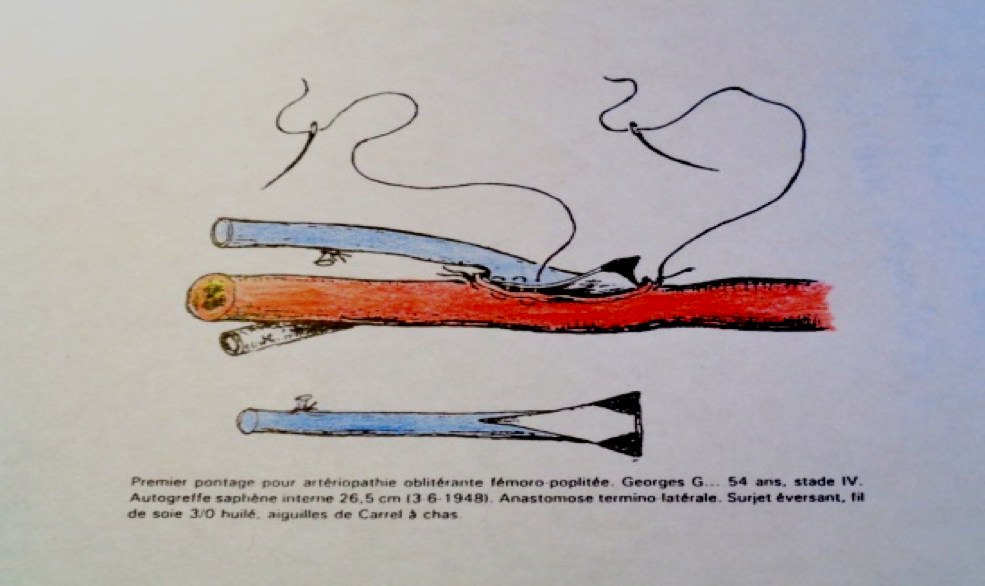
Croquis n°2 réalisé par Jean Kunlin.

Le résultat fut spectaculaire : la restauration du flux sanguin dans la jambe et le pied entraîna la disparition immédiate des douleurs, le réchauffement du pied et la cicatrisation rapide de l'ulcère gangréneux. Ce résultat, qui se maintint plusieurs années est d'autant plus remarquable que le matériel de clampage et de suture vasculaires disponible en 1948 apparaît aujourd'hui inadapté[Interprétation personnelle ?] (croquis n°2 réalisé par Jean Kunlin).
Encouragé par ce succès, Jean Kunlin réalise alors plusieurs pontages analogues et publie en 1951 17 cas dont 10 couronnés de succès. Chez un des patients, la greffe se maintiendra perméable plus de 28 ans. Désormais cette technique se répand rapidement dans le monde chirurgical. Aux États-Unis, le « Kunlin's by-pass » est progressivement appliqué à des artères de tout calibre : à l'aorte grâce aux prothèses en dacron développées par Michael De Bakey puis, lorsque la circulation extra-corporelle sera mise au point, aux artères coronaires.
Jean Kunlin poursuit ses recherches en laboratoire, leur consacrant (outre son travail de chirurgien) un à deux après-midi par semaine. À partir de 1953, il travaille au Laboratoire de physiologie du Val de Grâce où il fait la connaissance de Henri Laborit. En collaboration avec ce dernier, et inspiré par ses idées sur l'hibernation artificielle, il réalise plusieurs travaux expérimentaux sur la chirurgie intra-cardiaque, la fibrillation cardiaque, le clampage de l'aorte descendante. Puis il s'intéressera au traitement de l'embolie gazeuse des coronaires, au choc du lever de garrot.

### La suture suspendue

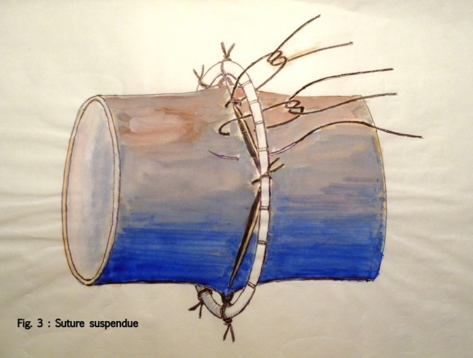
Croquis n°3 réalisé par Jean Kunlin.

En 1959, il publie un premier travail expérimental sur une nouvelle méthode de suture veineuse : la suture dite « suspendue ». Contrairement aux artères, les veines se prêtent mal à la suture, la zone suturée se bouchant en quelques semaines. Une étude expérimentale lui montre que l'obstruction est précédée d'un rétrécissement progressif de la zone suturée. Il attribue ce phénomène à la rétraction cicatricielle qui n'est pas contrebalancée par la faible pression régnant dans la veine.
Il a l’idée de maintenir béante la zone de suture en la suspendant à un anneau rigide coaxial à la veine (croquis n°3 réalisé par Jean Kunlin). Une étude expérimentale confirme la justesse de sa démarche et le conduit à des applications couronnées de succès chez l'homme : trois greffes veineuses entre veine porte et veine cave (une greffe contrôlée perméable à près de 5 mois) et un remplacement de veine jugulaire interne.
Cette technique si efficace dans les sutures veineuses sera ensuite appliquée par Jean Kunlin aux petites artères, dont le faible calibre mettait les techniques classiques en échec. En 1962, il publie les premiers succès obtenus sur des artères de 1 à 2 mm de diamètre et en 1963, il utilisera la technique de suture suspendue dans une tentative hardie de greffe entre carotide primitive et carotide intra-crânienne, en collaboration avec le neuro-chirurgien Ernest Woringer.
Désormais, cette technique lui permet d'étendre l'indication de pontage aux artères de la jambe dont le calibre est nettement inférieur à celui des artères fémorale ou poplitée des premiers pontages.
En 1963, il est nommé chef du Département de chirurgie vasculaire périphérique à l'Hôpital Foch de Suresnes. Jusqu'à sa retraite en 1972, il y disposera d'un environnement hospitalier de qualité et bénéficiera de la collaboration de jeunes chirurgiens dont certains deviendront de véritables disciples.
Ainsi, parallèlement à son activité clinique, il pourra poursuivre son travail expérimental dans le laboratoire de l'hôpital Foch qu'il fréquentera bien au-delà de sa retraite en 1972. Son élève et ami Jacques Testart se souvient de ces « jeudis après-midi où nous faisions de longs pontages veineux entre jugulaire et oreillette ou veine cave inférieure, des transpositions de valvules veineuses…»
Avec son élève péruvien, Francisco Lengua, il étudie une nouvelle et paradoxale technique, l'inversion circulatoire par anastomose artério-veineuse dans le traitement des ischémies sévères sans possibilité de reconstruction artérielle directe. Cette technique sera mise en œuvre chez l'homme par Lengua qui en obtiendra quelques succès.
Après sa retraite, Jean Kunlin est invité en 1981 et 1982 comme professeur honoraire à Vienne où il poursuit l'étude expérimentale de cette technique.
Jean Kunlin ne fut pas seulement un chirurgien accompli : opérateur soigneux et habile, expérimentateur inspiré. Tous ceux qui l'ont approché ont été frappés par sa rigueur intellectuelle, son réalisme hostile aux spéculations hasardeuses : ses idées novatrices étaient soumises à une autocritique sévère avant d'être appliquées à l'homme avec la plus grande prudence. L'acte chirurgical s'intégrait dans un traitement médical plus large qu'il prenait la peine d'expliquer longuement à ses patients. Selon Jacques Testart : « Cette grande sollicitude ne se limitait pas aux patients, elle s'étendait à tous ceux avec qui il travaillait et dont il suscitait l'affection et l'attachement. Modeste, il n'a jamais brigué d'honneur ni revendiqué de fonctions auxquelles il aurait pu avoir droit ».
Néanmoins, Jean Kunlin était membre de nombreuses sociétés savantes et la Société internationale de chirurgie lui décerna en 1963 le prix René-Leriche. En 1981, la ville de Paris lui remet sa médaille de vermeil.
Paradoxalement, Jean Kunlin, l’inventeur du pontage, est plus connu à l'étranger qu'en France comme l'indique la liste des sociétés savantes dont il était membre.

## Liste des sociétés savantes
Le docteur Jean Kunlin était membre des sociétés suivantes :
- Société française de chirurgie ;
- Société française de phlébologie ;
- Société française de cardiologie ;
- Société internationale de chirurgie ;
- Société européenne de chirurgie cardio-vasculaire.

Le docteur Jean Kunlin était membre honoraire des sociétés suivantes :
- Société de chirurgie vasculaire de Grande-Bretagne et d’Irlande ;
- Société allemande d’angéiologie ;
- Société allemande de chirurgie vasculaire ;
- Société autrichienne d’angéiologie ;
- Société suisse d’angéiologie ;
- Société américaine de chirurgie vasculaire.

### Hommages
- France : Jacques Testart, Annales de Chirurgie Vasculaire, vol. 9, 1995 (Version anglaise dans Ann. Vascular Surgery 9 – Supplément 1995).
- France : François Bacourt, American Hospital Express, no 11, 2005.
- Allemagne :  prof. Hans Hess, European Journal of Vascular Surgery, no 6, pp. 442-443, 1992.
- Autriche : prof. Helmuth Denck, Angio, no 6, décembre 1991.
- Pérou : dr. Francisco Lengua, Boletin del Colegio Médico del Perù, no 3, 1992.
- Suisse : prof. Urs Brunner, Angio Archiv, vol. 23, 1992.
- États-Unis : prof. Michael D. De Bakey, Journal of Cardiovascular Surgery, no 33, 1992.